# هارفي د. سكوت
هارفي د. سكوت (بالإنجليزية: Harvey D. Scott)‏ هو محامي وقاضي وسياسي أمريكي، ولد في 18 أكتوبر 1818 في الولايات المتحدة، وتوفي في 11 يوليو 1891 في نفس البلد. انتخب عضو مجلس النواب الأمريكي.